# Молекулярный фрагмент, ассоциированный с повреждениями (DAMP)
Молекулярный фрагмент, ассоциированный с повреждениями (DAMPs), также известный как молекулярный фрагмент, ассоциированный с опасностью, является молекулой, способной инициировать неинфекционный воспалительный ответ. В отличие от этого, патоген-ассоциированный молекулярный фрагмент молекул (PAMPs) инициирует воспалительный ответ на инфекционный возбудитель. Множество белков DAMPs находятся в клеточном ядре и внутриклеточной жидкости. В случае, если они окажутся вне клетки или на её поверхности в результате повреждения тканей, они будут двигаться от восстановительной к окислительной среде, что приводит к их денатурации. Кроме того, после некроза (разновидность гибели клеток), опухолевая ДНК высвобождается из ядра, и вне клетки становится DAMP.

## История
Два документа, появившееся в одном и том же году обеспечили глубокое понимание врожденной иммунной реактивности, описав последовательную природу адаптивного иммунного ответа. Первый появился из области хирурги и трансплантологии, где производилось проспективное рандомизированное двойное слепое плацебо-контролируемое исследование. Введение рекомбинантной человеческой супероксиддисмутазы (rh-SOD) у реципиентов с почечными аллотрансплантатами продемонстрировало длительную выживаемость пациентов и трансплантатами с улучшением как острого, так и хронического отторжения событий. Они предположили, что эффект был связан с его антиоксидантным действием на начальной стадии ишемии/реперфузионного повреждения почечного аллотрансплантата, тем самым снижая иммуногенность из аллотрансплантата и стресс клеток. Таким образом, свободный радикал-опосредованной реперфузионное повреждение-был замечен содействие процессу врожденного и последующих адаптивных иммунных реакций. Второе, предположил возможность того, что иммунная система обнаружила «опасность», через серию, что бы мы сейчас называем ущерба, связанного молекулярного паттерна молекул (в damps), работая согласованно с как позитивные, так и негативные сигналы, получаемые из других тканей. Таким образом эти два документа вместе предвещало современном понимании роли амортизирует и редокс отзывы здесь, видимо, важно для обоих растений и животных, устойчивость к патогенам и реакция клеточного повреждения или ущерб. Хотя многие иммунологи заметили, что различные «сигнал опасности» может инициировать врожденного иммунного ответа, в «сырости» описал сон и Matzinger в 2004 году впервые.

## Примеры в DAMPs
DAMPs значительно отличаются по типу клеток (эпителиальных или соединительной ткани зародышей) и поврежденной ткани. Семейство белков DAMPs включают в себя внутриклеточные белки, такие как белки теплового шока или HMGB1, и протеины, полученные из межклеточного матрикса, образующаяся в результате повреждения тканей, такие как фрагменты гиалуронана. Примеры небелковых DAMPs, включают АТФ, мочевая кислота сульфат гепарина и ДНК.

### HMGB1
В хроматин-связанных белков высокой мобильности группы коробка 1 (HMGB1) — формирующий прототип распался секретируемых белков [ЗОЗ], секретируемый гемопоэтических клеток через лизосомы-опосредованного пути. Это является основным медиатором эндотоксиновый шок и действует на нескольких иммунных клеток, чтобы вызвать воспалительные реакции, влажная. известные рецепторы для HMGB1 включают TLR2, TLR4 и ярость (рецептор для конечных продуктов Гликирования). HMGB1 может индуцировать дендритные клетки созревание через усиление активности CD80, CD83, cd86 как при и CD11c, стимулируют выработку других провоспалительных цитокинов в миелоидных клеток (ил-1, ФНО-а, ил-6, ил-8), а также активируют экспрессию молекул клеточной адгезии (с icam-1, VCAM-1) на эндотелиальных клетках.

### ДНК и РНК
Наличие ДНК где бы то ни было, кроме ядра или митохондрии, воспринимается как DAMP и вызывает ответ, опосредуемый TLR9 и DAI, которые управляют клеточной активацией и иммунореактивностью.
Поврежденные РНК, выделившиеся из УФ-пораженных кератиноцитов, вызываеют активацию TLR3 на интактных кератиноцитах. Активация TLR3 стимулирует продукцию TNF-alpha и IL-6, которые инициируют кожные воспаления, связанные с загаром.

### S100 Молекулы
S100-это многогенное семейство кальций модулированных белков, участвующих во внутриклеточной и внеклеточной регуляции, возможно связаны с раком, а также с травмами нейронов.

### Пуриновые метаболиты — АТФ, аденозин, мочевая кислота
Нуклеотиды (например, АТФ) и нуклеозиды (например, аденозин), которые достигли внеклеточное пространство могут также служить в качестве сигналов опасности, сигнализируя через пуринергические рецепторы. АТФ и аденозин выпускаются в высоких концентрациях после катастрофических нарушений в клетки, как это происходит в некротической гибели клеток. Внеклеточный АТФ приводит в действие дегрануляцию тучных клеток посредством сигнализации через P2X7 рецепторы. Аналогично, аденозин приводит в действие дегрануляцию через Р1 рецепторы. Мочевая кислота является также эндогенным сигналом опасности выпускаюшимся поврежденными клетками

### Фрагменты гиалуронана
Способность иммунной системы распознавать фрагменты гиалуронана является одним из примеров того, как в DAMP может быть гликаном или гликоконъюгатом.

## Клинические цели в различных расстройствах
Теоретически, терапевтические применения в этой области возможны для лечения заболеваний, таких как артрит, рак, ишемия-реперфузия, инфаркта миокарда и инсульта может включать опционально:
1. Предотвращение освобождения DAMP [проапоптотическая терапия; платиновая; этил пируват];
2. Нейтрализации или блокирования DAMP внеклеточно [анти-HMGB1; расбуриказу; sRAGE и др.];
3. Блокирование рецепторов DAMP или сигнальности [маленькая молекула антоганист RAGE; антагонисты TLR4; антитела к DAMP-R].